# Bazsi
Bazsi község Veszprém vármegyében, a Sümegi járásban. A település eredetileg Szent István magyar király korától az 1950-es megyerendezésig Zala vármegyéhez tartozott.

## Fekvése
A település Zala és Veszprém vármegye határán található, Hévíztől 20, a Balatontól 23 kilométerre. Nyugaton Sümegcsehi, délen Zalaszántó, keleten Sümegprága, északkeleten Sümeg határos vele. A település központján a Keszthely és Sümeg között húzódó 7327-es út halad végig, közigazgatási területének északi szélén elhalad a Sümeget a Zalaszentgróti járás településeivel összekötő 7333-as út is.
Bazsi község területe természetföldrajzilag a Bakony délnyugati részéhez tartozik, melybe észak-északkelet felől a Marcal-medence lapálya nyúlik be. Délről, délnyugatról 200–250 méter tengerszint feletti magasságú dombok, a Keszthelyi-fennsík bazalthegyeinek erdős nyúlványai koszorúzzák (Kovácsi-hegy, Tátika-hegyvonulat). Kis hozamú folyóvizei (Berek-kút, Delelő-kút, Nagy-erdő patak) a Marcal vízgyűjtő területéhez tartoznak. Földjén öntéstalaj, lösz, agyagos és homokos talajok, valamint bazalt található. A szubmediterrán éghajlatú település határánál húzódik a Balaton-felvidéki Nemzeti Park.

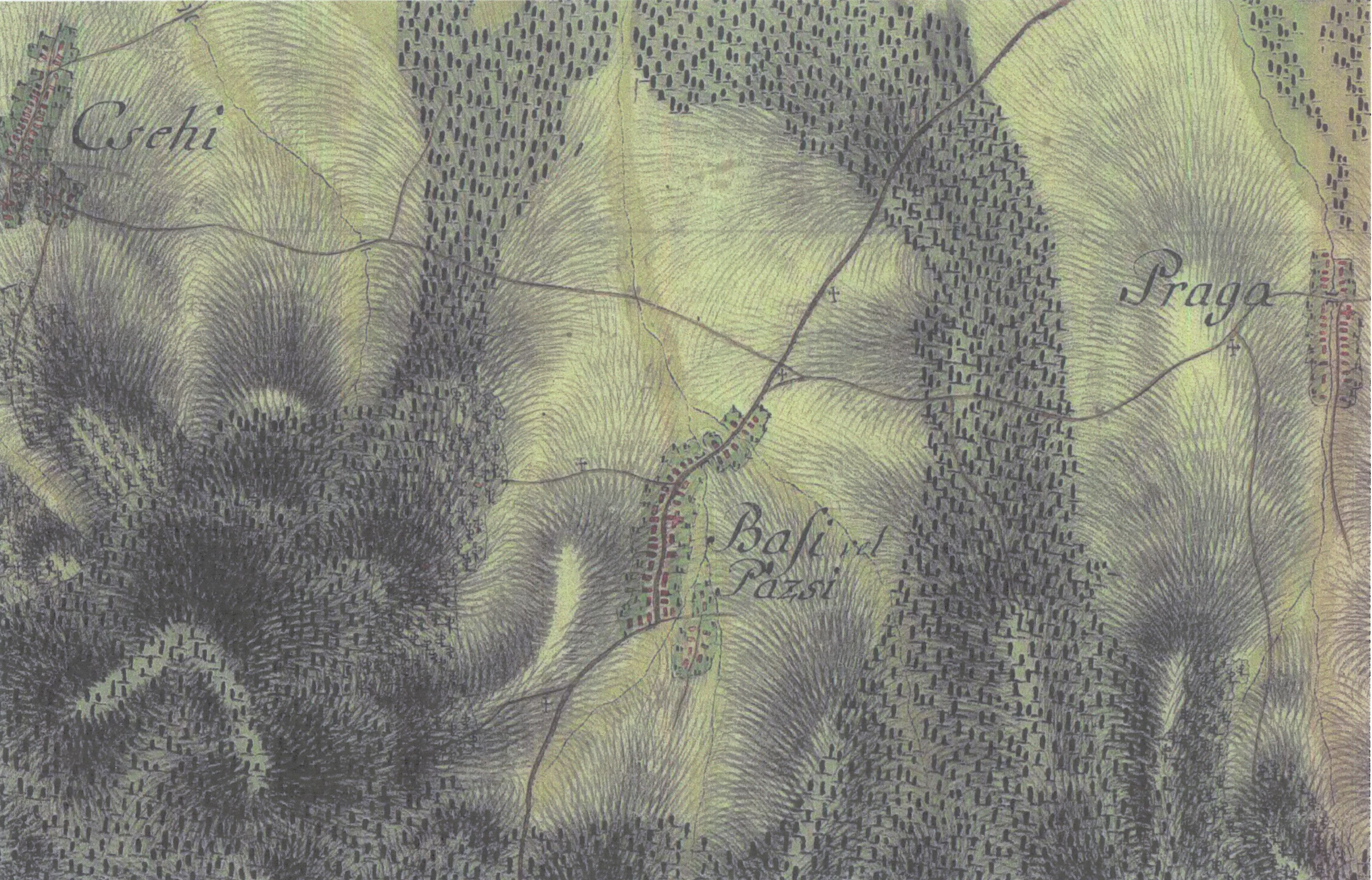
Bazsi térképe 1780–85 körül

## Története
A kedvező földrajzi fekvésből és néhány régészeti leletből arra következtethetünk, hogy a táj már az őskorban és az ókorban is lakott hely lehetett, véglegesen azonban minden valószínűség szerint a honfoglalás korában népesedett be.
A helység neve személynévből származik. A névadás módja korai, legkésőbb 12. századi és jellegzetesen magyar helynévadásra utal. Az oklevelekben először valószínűleg 1249-ben jelent meg a neve (Bosoy), de biztos forrás csak 1409-ből való (Base). A középkori falu nem a mai helyén, hanem feltehetőleg a Szentberekben volt. A szájhagyományt – miszerint ott valaha templom is állott – régészeti leletek (épületmaradványok) bizonyítják. A hagyomány hitelességét támasztja alá az is, hogy a jeles múlt századi földrajzi névgyűjtő Pesty Frigyes 1864-es adatai szerint a korabeli adatközlők azt tartották a név jelentéséről, hogy hajdan ingoványos hely lehetett, „aminek nyoma most is látszik”, és mellette egy „kápolnaféle épületnek nyomai láthatók”.
A török kor megpróbáltatásaiban Bazsi népének is osztoznia kellett sok ezer, addig virágzó magyar falu és az egész ország sorsával. Ma még kevés, amit erről a válságos korszakról tudunk. Bizonyára nem egyszer kellett a falunak az ellenség elől menekülnie. Javait, vagy legelőbb puszta életét mentenie – néha azt is sikertelenül. 1548-ban például – talán török támadás következtében – a telkek zömét tűz pusztította. A falu adófizető (vagyis adóképes) telkeinek száma 1590-re a fél évszázaddal korábbi érték 1/10-ére esett vissza, ugyanakkor a telkeknek a 2/3-a pusztán állt.
A lakosság újratelepítésére már a 16. század közepéről rendelkezünk történeti adatokkal. Ez a telepítés azonban nem bizonyult eredményesnek. A török hódítók végleges kiűzéséig eltelt nehéz másfél évszázad alatt a termőföld, az eszközök és az emberi erő annyira meggyöngült, megfogyatkozott, hogy a falu újból való betelepítése vált szükségessé. A községnek ez a „második honfoglalása”. Azoknak a német-ajkú (sváb, vagy szász), római katolikus vallású lakosoknak a nevéhez fűződik, akiket a falu földesura, a veszprémi püspök telepített le a 17. század legvégén. A község újjáépítőiről, eredetükről, életükről sajnos nem sokat tud a történelem. A történelem tanúsága szerint a község utcaszerkezete, régibb részeinek arculata, az újjáépítés eredményeképpen alakult ki.
A Szentbereki dűlőt elhagyva egy kis magaslaton települt meg a falu. Közepén áll az 1787-ben épült templom. A barokk stílusú templomot Bajzáth József veszprémi püspök építette. Műemlék jellegű. Helyén már 1731-ben emeltek templomot, de annak tornya és sekrestyéje még nem volt, később pedig állapota is annyira megromlott, hogy új templomot kellett helyette építeni. A szőlőhegyen található "Hálaadó" kápolnát az 1850-es években építették az ottani birtokosok Teréz asszony támogatásával egy nagy jégverés után.
Bazsit évszázadokon át jobbágyi függés kötötte földesurához, a Veszprémi püspökhöz, illetve a püspökség veszprémi uradalmához. Így a település csaknem kizárólag (99%-ban) római katolikus, és ma is vallásos.
A falu múltja sok közös vonást mutat a szomszédos Csehi és Prága történetével, mely falvak lakói szintén a püspökség jobbágyai voltak. A városias Sümeg piacával, úri székével, búcsújáróhelyével, később a közigazgatás szálával fűzte magához a falvakat. A Sümegről kisugárzó barokk építészeti hatást a bazsi házak némelyike máig mutatja, oszlopos-árkádos tornácával, nemes egyszerűséggel díszített homlokzatával.
Festetics György jóvoltából 1791-től postajárat működött Sümeg és Keszthely között, mely bekapcsolta a falut a napi vérkeringésbe. 1828-ban 604 lelket (105 háznép) számláltak, akik zömmel 3 nyomásos paraszt gazdaságot tartottak fenn a hozzátartozó igavonó és más haszonállatokkal. Ekkor meghatározó település volt a környéken, azóta viszont a szomszédos települések lélekszámban túlnőtték. A szántóföldi növénytermesztés mellett jelentős volt a gyümölcs- és szőlőtermesztés – ez utóbbira ma is 110 ha I. osztályú szőlőterület kataszterbe sorolt vulkanikus (bazalt) eredetű terület áll rendelkezésre – de az évszázad második felében az ültetvények zöme lepusztult.
A település az 1950-es megyerendezésig Zala vármegyéhez tartozott. Szorgalmas, földművelésből és erdőgazdálkodásból élő népét 1959-ben terelték be a Termelő Szövetkezetbe. Ettől kezdve rohamosan hanyatlott az ősi birtok és ősi foglalkozás szeretete és megbecsülése, amely a mostani változások után sem került az azt megillető helyre.
A falu szülötte Simon István költő, akit halála után is tisztel a Szülőföld – ennek jegyében minden évben az ő emlékezetére gyermekversmondó versenyt rendeznek. A sümegi út szélén egy emléktábla hívja fel a figyelmet arra, hogy a nagy költő, Berzsenyi Dániel e helyről tekintett vissza szülőföldjére, mikor Niklára költözött, s itt írta a Búcsúzás Kemenesaljától című költeményét. A településről hiányzik az iskola, a pedagógus – de legfőképpen az összetartás a régi értelemben vett faluközösség. Az önkormányzat tagja a "Sümeg Térségi önkormányzatok Területfejlesztési Társulásnak".
A település jellegzetes növénye az őshonos szelíd (étkezési) gesztenye (Castanea sativa), amelynek kupacsos termése szimbólum lett. Bazsi jelképeinek megalkotásában – az elbizonytalanodott jelen átugrásával – címere a település szellemiségét és a gesztenyefa szívós megújuló képességét fejezi ki. A táj, az élővilág a klíma és az épített örökség együttesen adja a Pannon jelleget. Bazsi a Balaton közelségénél, fekvésénél, erdősültségénél, jó levegőjénél és fajgazdag régi jellegű gyümölcstermesztésénél fogva predesztinált lehetne az ökotermesztésre és ökoturizmusra, – lehet, hogy ez lenne a jövője.

## Közélete

### Polgármesterei
- 1990–1994: Furján László (független)[3]
- 1994–1998: Furján László (független)[4]
- 1998–2002: Dr. Tóth György (független)[5]
- 2002–2006: Szentes László (független)[6]
- 2006–2010: Szentes László (független)[7]
- 2010–2014: Szentes László (független)[8]
- 2014–2019: Szentes László (független)[9]
- 2019–2024: Szentes László (független)[10]
- 2024– : Szentes László (független)[1]

## Népesség
A település népességének változása:
| Lakosok száma | 388  | 396  | 398  | 406  | 419  | 413  | 412  |
|               | 2013 | 2014 | 2015 | 2021 | 2022 | 2023 | 2024 |

A 2011-es népszámlálás idején a lakosok 99,2%-a magyarnak, 2,7% németnek mondta magát (0,8% nem nyilatkozott; a kettős identitások miatt az végösszeg nagyobb lehet 100%-nál). A vallási megoszlás a következő volt: római katolikus 85,8%, református 2,2%, felekezeten kívüli 4,7% (6,6% nem nyilatkozott).
2022-ben a lakosság 80,9%-a vallotta magát magyarnak, 2,1% cigánynak, 1,2% németnek, 0,5% örménynek, 0,2% bolgárnak, 2,1% egyéb, nem hazai nemzetiségűnek (18,4% nem nyilatkozott; a kettős identitások miatt a végösszeg nagyobb lehet 100%-nál). Vallásuk szerint 47% volt római katolikus, 0,7% református, 0,2% evangélikus, 0,2% görög katolikus, 1% egyéb keresztény, 2,1% egyéb katolikus, 5,7% felekezeten kívüli (42% nem válaszolt).

## Galéria

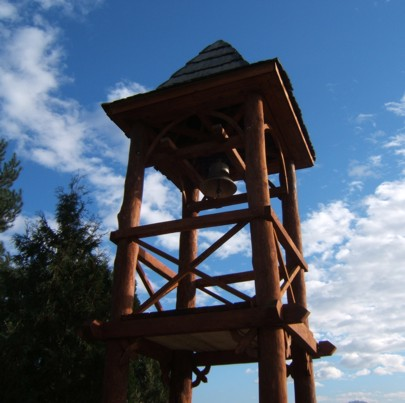
Harangláb
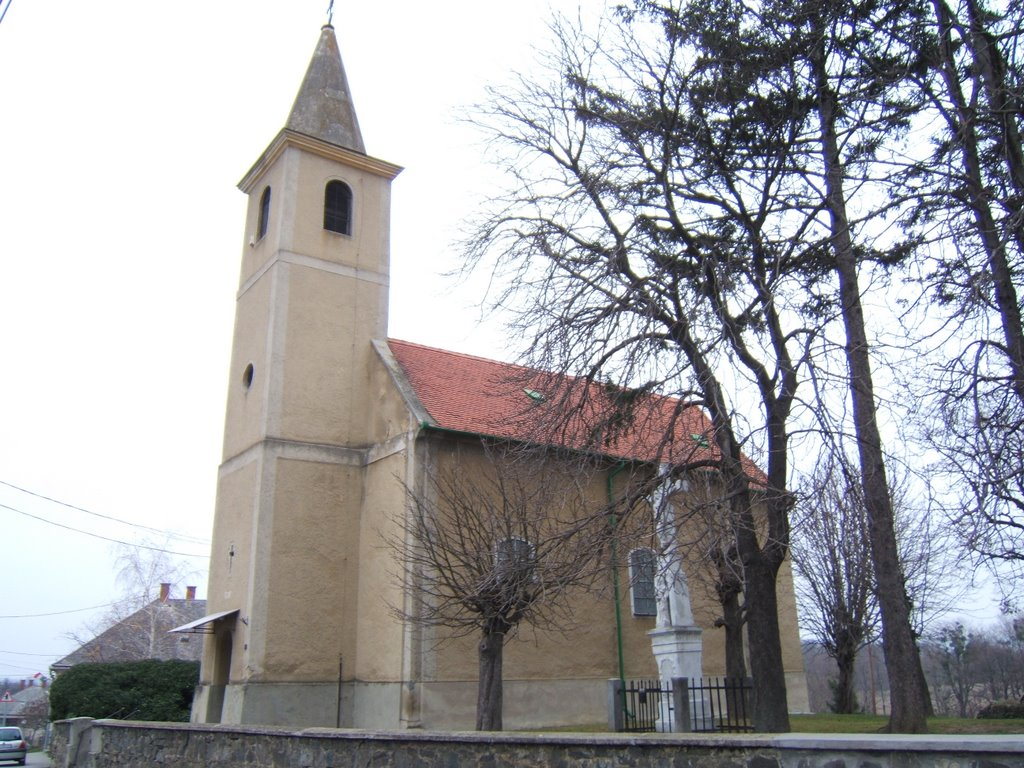
Nagyboldogasszony templom
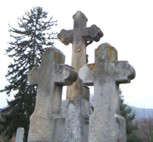
Keresztek
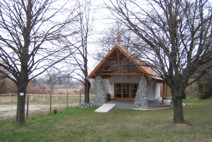
Ravatalozó
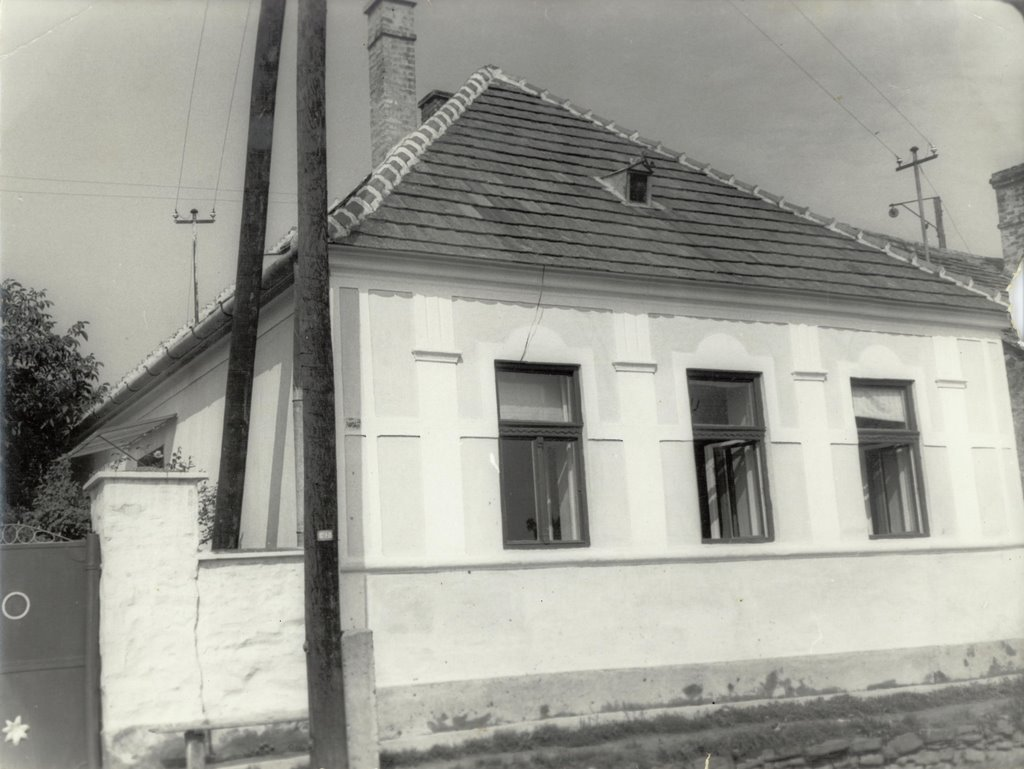
A település egyik háza
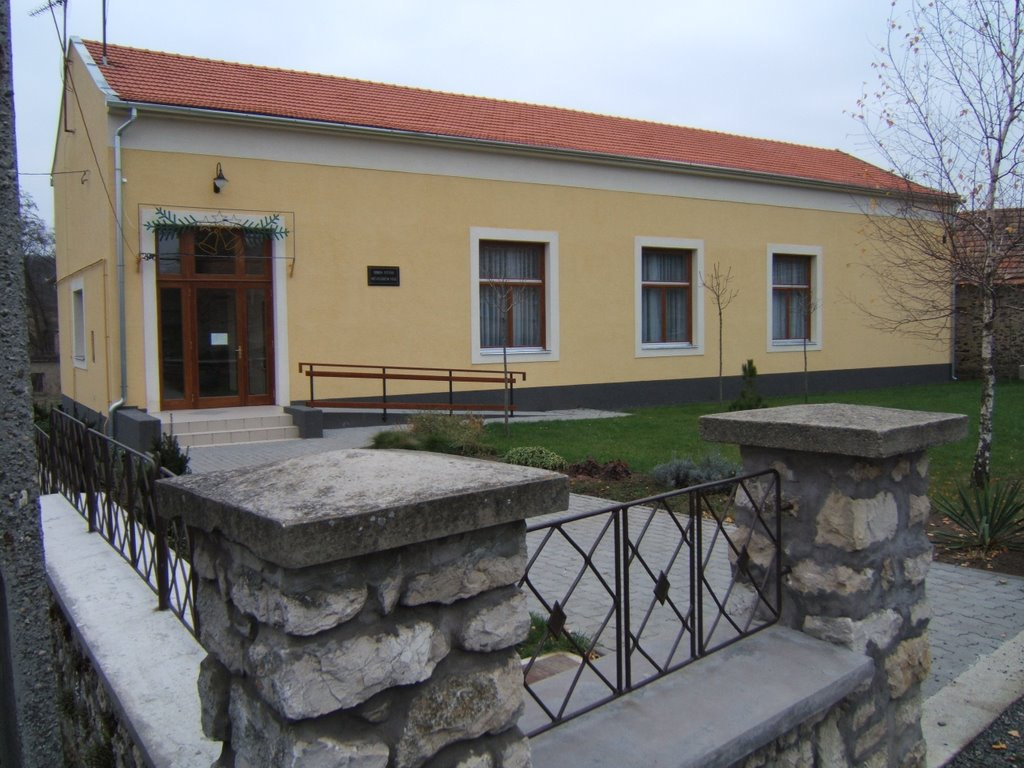
Simon István Művelődési Ház
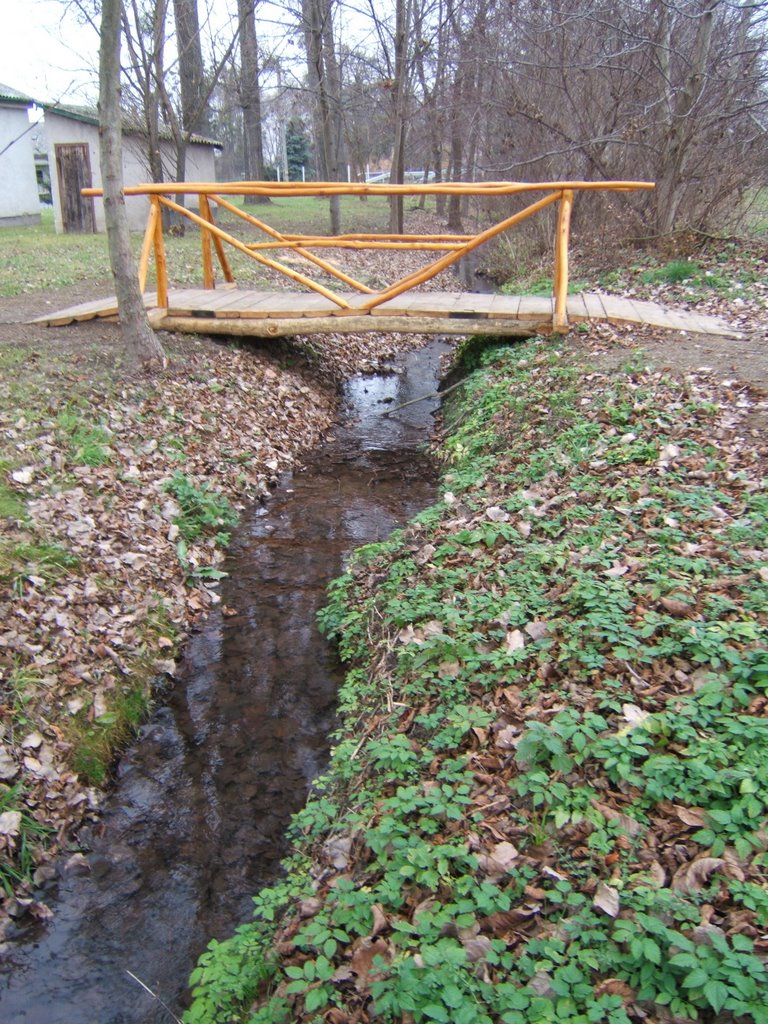
Fa híd
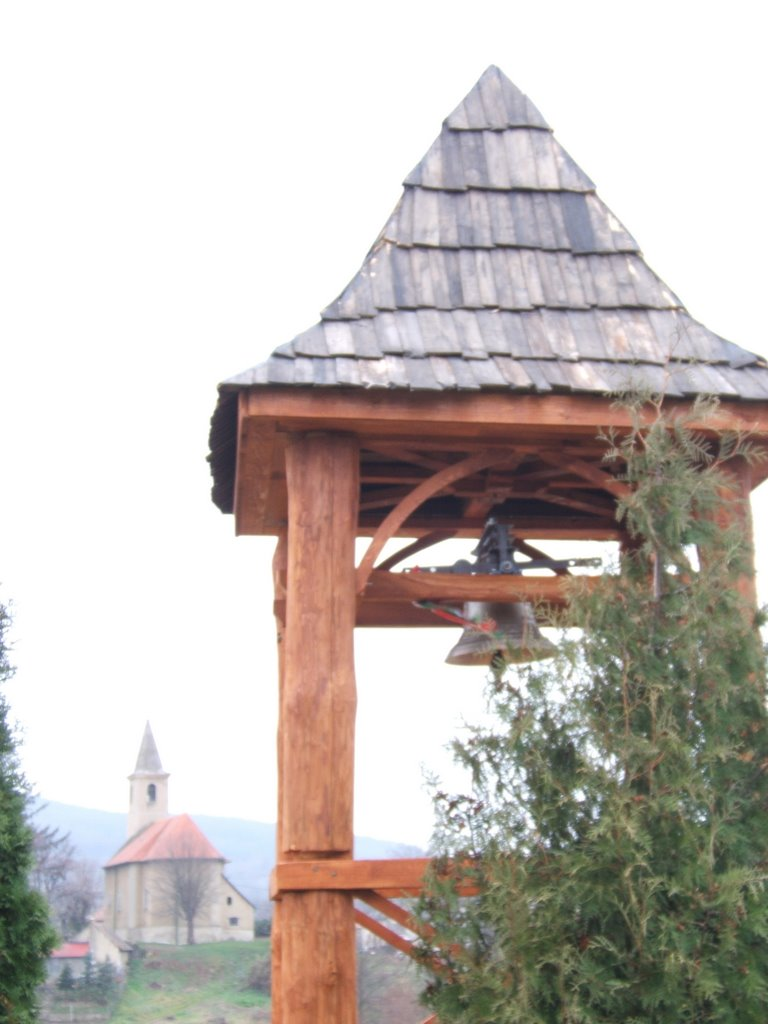
Harangláb és templom
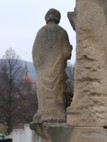
Homokkő szobor

## Nevezetességei

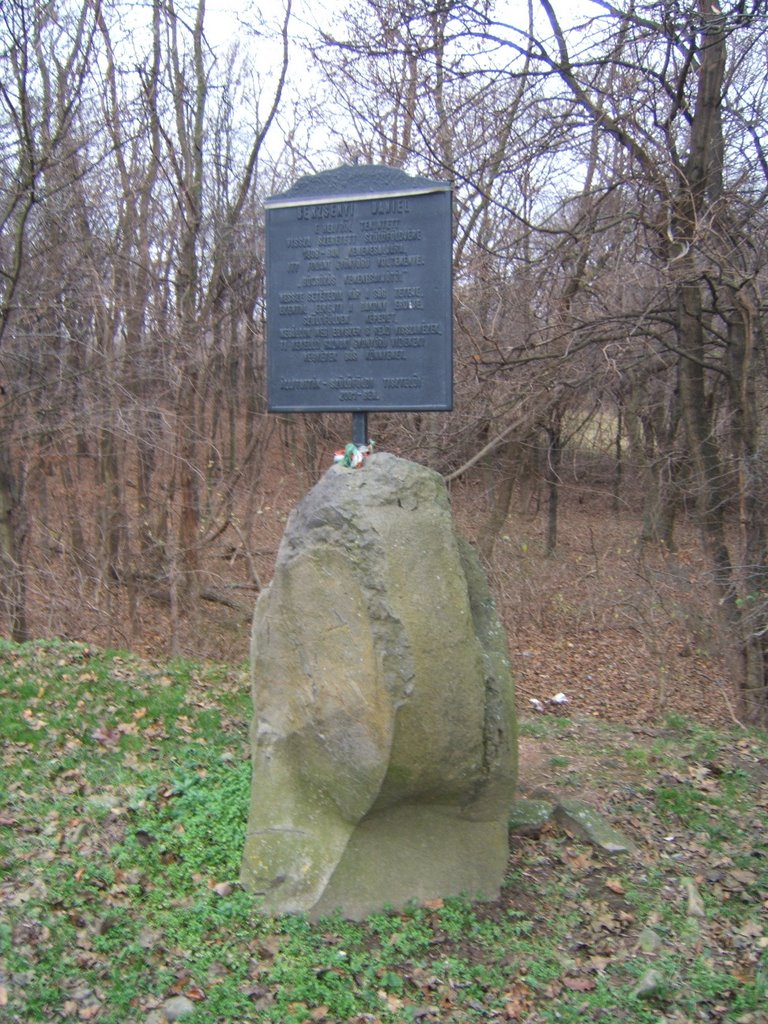
Berzsenyi Dániel emléktábla

- Nagyboldogasszony római katolikus templom (1731/1787)
- Szőlőhegyi, ún. "Hálaadó" kápolna (1850)
- Temetői harangláb (2006)
- A községben született Simon István költő (1926–1975)
- Simon István Emlékház
- Simon István síremléke
- Berzsenyi Dániel-emléktábla
- Bányató
- Tátika Felső és Alsó Vára
- Tátikai Ősbükkös Erdőrezervátum
- Kovácsi-hegycsoport területén található Herman-tó
- Kovácsi-hegycsoport területén található Bazaltutca és a Vadlán-lik